# Helmut Michael Brand
Helmut Michael Brand (* 27. April 1959 in Stuttgart) ist ein deutscher Kirchenmusiker und Komponist.

## Leben und Wirken
Helmut Michael Brand wurde 1959 in Stuttgart geboren. Er erhielt seinen ersten Klavierunterricht bei Charlotte Großkopf in Stetten/Remstal. Ab 1975 nahm er Orgelunterricht bei Kirchenmusikdirektor Jörg Zettler in Waiblingen und war als Organist in Stetten/Remstal an der dortigen St. Veits-Kirche tätig. Parallel nahm er ab 1977 Klavierunterricht bei Edgar Trauer und legte 1978 sein Abitur am Friedrich-Schiller-Gymnasium Fellbach ab.
Im Anschluss studierte er von 1978 bis 1985 Evangelische Kirchenmusik mit abschließendem A-Examen an der Staatlichen Hochschule für Musik und Darstellende Kunst in Stuttgart u. a. bei Werner Jacob (Orgel), Kenneth Gilbert (Cembalo), Frederica A. Faiss (Klavier), Dieter Kurz (Chorleitung), Helmut Wolf und Thomas Ungar (Orchesterleitung) und Rolf Hempel (Musiktheorie). Während des Studiums belegte er Meisterkurse bei Johannes Ernst Köhler, Luigi Ferdinando Tagliavini, Marie-Claire Alain, Martin Behrmann und Uwe Gronostay. Von 1984 bis 1985 studierte er zusätzlich Orgelimprovisation bei Daniel Roth in Straßburg.
Von 1982 bis 1985 war Brand als Kantor in Renningen tätig, ehe er 1985 zum Bezirkskantor in Tuttlingen ernannt wurde. 1997 wurde er zum Kirchenmusikdirektor ernannt.
Helmut Brand veröffentlichte zahlreiche Kompositionen von Orgel- und Chormusik in verschiedenen Musikverlagen, darunter mehrere Auftragskompositionen. Er  ist regelmäßig als Konzertorganist zu hören. 2005 erhielt er den Kompositionspreis der Stadtkantorei Göttingen. Brand ist darüber hinaus Initiator des Tuttlinger Orgelsommers. Er erhielt für sein langjähriges Wirken in Tuttlingen 2010 den Kulturpreis der Stadt Tuttlingen. In der Stadtkirche Tuttlingen spielte er CDs mit französischer Orgelmusik, eigenen Kompositionen und Improvisationen ein. 2023 erreichte er den 1. Preis beim Taufliederwettbewerb 2023 Weil Du in mir klingst der Evangelischen Kirche Berlin-Brandenburg-schlesische Oberlausitz mit dem neu komponierten Tauflied Du bist bei mir alle Tage bis ans Ende der Welt (Text von Birte Janzarik).

## Kompositionen (Auswahl)

### Kompositionen für Orgel
- 22x Erfolgserlebnis, Vor- und Zwischenspiele für Anfangsunterricht und Selbststudium, Strube Verlag, 2021.
- 33x Spielfreude, Strube Verlag, 2018.
- 44x Üb-Vergnügen, Strube Verlag, 2022.
- Der Herr ist mein Hirte – 11 Mediationen zu Psalm 23, Strube Verlag.
- Variationen über den Choral „Wie groß ist des Allmächt’gen Güte“, Strube Verlag.
- Aphorismen, Intonationen und Choralvorspiele zum Evangelischen Gesangbuch, 2 Sammelbände von Helmut Michael Brand, Ingo Bredenbach und Martin Hagner, Carus Verlag.
- Die Wochenlieder zum EG – Choralvorspiele für Orgel, 2 Sammelbände, Carus Verlag.
- Sein Name wird ewiglich bleiben – Ein Hauch Unendlichkeit in fünf endlichen Sätzen, Strube Verlag.
- Weiß ich den Weg auch nicht, Orgelfantasie über den Choral „Weiß ich den Weg auch nicht“ (Fantaisie pour Orgue), veröffentlicht in der Sammlung alio modo, Verlag Dohr.
- So werden wir sein wie die Träumenden (Psalm 126, 1), für Horn und Orgel, gewidmet dem Hornisten Matthias Berg, Strube Verlag.
- Praeambulum, Intermezzo und Toccata für Horn und Orgel unter Verwendung des österlichen Halleluja, Strube Verlag.

### Kompositionen für Chor
- Voce mea ad Dominum clamavi – Psalm 76 für 7-stimmigen Chor und Orgel, Komposition zum Jubiläum der Göttinger Stadtkantorei 2005, Strube Verlag, 2006.
- Zarte Gräser – Neue Lieder zur Schöpfung, Kompositionen für Chor und Klavierbegleitung mit Texten von Veronika Bohnet, Strube Verlag, 2003.
- Du krönst das Jahr mit deinem Gut – Neue geistliche Lieder zum Kirchenjahr für Chor und Klavier mit Texten von Veronika Bohnet, Strube Verlag, 1998.
- Choral- und Psalmklänge, Kompositionen für ein- bis vierstimmigen Frauenchor und Orgel, Strube Verlag, 2010.
- Kyrie, Geistliche Lieder für ein- bis vierstimmigen Chor, teilweise mit Orgel, mit Texten von Jochen Klepper, Strube Verlag, 1993.
- Dein König kommt – Lieder und Gesänge des evangelischen Gesangbuchs zu Advent und zur Jahreswende in Sätzen für vorwiegend vierstimmigen Chor, teilweise mit Instrumentalbegleitung, Strube Verlag, 1996.
- Steh still vor deinem Kind in der Krippe – Weihnachtskantate für Chor und Klavier mit Texten aus dem Lukas-Evangelium und von Veronika Bohnet, Strube Verlag, 2000.
- Bleib bei uns, Herr – Osterkantate für drei Sprecher, ein- bis vierstimmigen Chor und Klavier, Strube Verlag, 2002.
- Wir sahen seine Herrlichkeit – Passionskantate für Chor und Klavier mit Texten aus dem Johannes-Evangelium, Strube Verlag, 2001.

## CDs
Alle CDs wurden an der Mönch-Orgel in der Stadtkirche Tuttlingen aufgenommen.
- Orgelmusik für die Seele - CD mit verschiedenen Orgelkompositionen von Helmut Michael Brand.
- Französische Orgelmusik – CD mit Werken von Boëly, Franck, Guilmant, Saint-Saëns, Widor, Gigout, Vierne, Ravel und Brand.
- Musik für Horn und Orgel – CD (zusammen mit Matthias Berg) mit Werken von Saint-Saëns, Guilmant, Gigout, Ravel, Poulenc, Bruckner, Lindberg und Brand.
- Improvisationen für Saxophon und Orgel – 2 CDs zusammen mit Marco Schorer.
- Aphorismen, Intonationen und Choralvorspiele zum EG – CD (zusammen mit Ingo Bredenbach und Martin Hagner).